# سیزی بوگور
سیزی بوگور (به لاتین: Sizy Bugor) یک منطقهٔ مسکونی در روسیه است که در استان آستراخان واقع شده‌است.